# فيليكس دياز أورتيغا
فيليكس دياز أورتيغا (بالإسبانية: Felix Díaz Ortega) هو سياسي فنزويلي، ولد في 11 يونيو 1931 في كاراكاس في فنزويلا، وتوفي بنفس المكان في 6 فبراير 2006. حزبياً، نشط في New Order (Venezuela) ‏.